# Kalmar sjöfartsmuseum
Kalmar sjöfartsmuseum ligger på Södra Långgatan 81 i Kattrumpan på Kvarnholmen i Kalmar. Den nuvarande museibyggnaden uppfördes 1889 som bostad åt kakelugnsfabrikören O. Andersson. År 1942 donerade fru Martina Lundgren fastigheten, och museet öppnades 1942.
Sjöfartsmuseet har cirka 5.000 föremål i sina samlingar och besöks varje år av ett par tusen personer. Museet ligger i närheten av Kalmar läns museum och granne med Gamla varmbadhuset, 
På Kalmar sjöfartsmuseum finns nautiska föremål, skeppsmodeller, målningar och exotiska föremål från när och fjärran horisonter samt ett litet bibliotek. Här finns flera rariteter och på museet strävar man efter att behålla den genuina atmosfären hos ett litet traditionellt sjöfartsmuseum. Det doftar tjära och havets brus hörs i snäckorna.
Museets samlingar domineras av de många fartygsporträtten, så kallsde kaptenstavlor, som ofta är naivistiska, och museets samlingar kompletteras av många fartygsmodellerna samt dokumentationen av Ölandstrafiken. Museet har stark anknytning till den lokala sjöfarten och är ett renodlat sjöfartsmuseum. Av museiutrymmet upptas knappt hälften av bibliotek och arkiv, som tillsammans med den stora foto/negativsamlingen omfattar en av de största källsamlingarna i länet. Varje år får museet föremål som gåvor från enskilda och företag. Den lokala sjöfarten, rederier, fartyg, båttyper, Kalmar varv, Kalmar hamn, stuveriet och sjöfolk från kalmarbygden är några av de områden som museet försöker att dokumentera. 
På sjöfartsmuseet finns en samling av föremål, modeller och ritningar från Kalmar varv. Hela 1900-talets varvshistoria i Kalmar är samlad på museet. I samband med olika projekt har Sjöfartsmuseet fått stöd från bland annat Riksarkivet, Kungafonden, Lions och från näringslivet. 
Kalmar Sjöfartsförening bildades 1934 för att bevara minnen från sjöfarten vid Kalmarsund. Fastigheten och museet sköts av Stiftelsen Kalmar sjöfartsmuseum.

## Bildgalleri

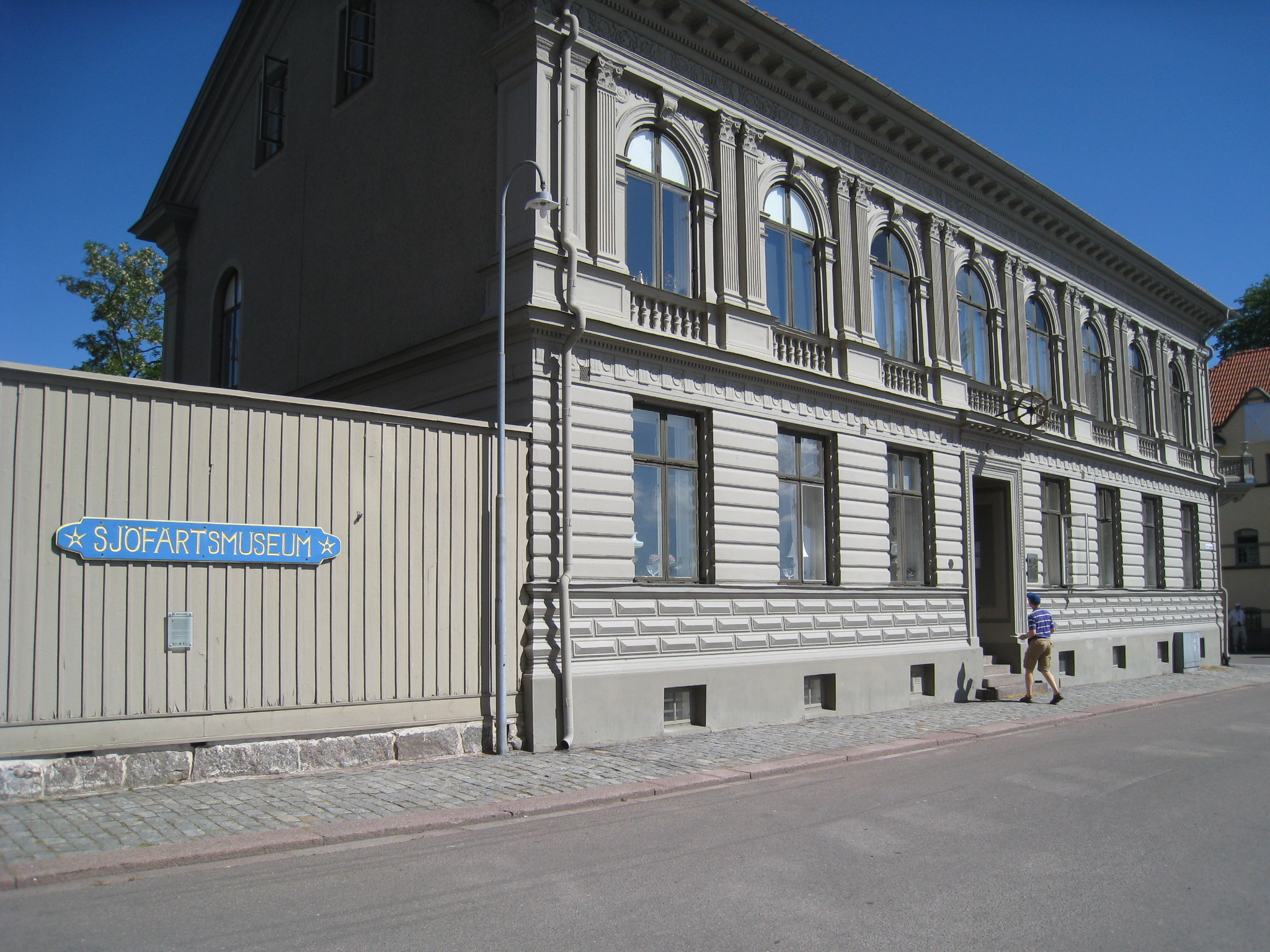
Kalmar sjöfartsmuseum
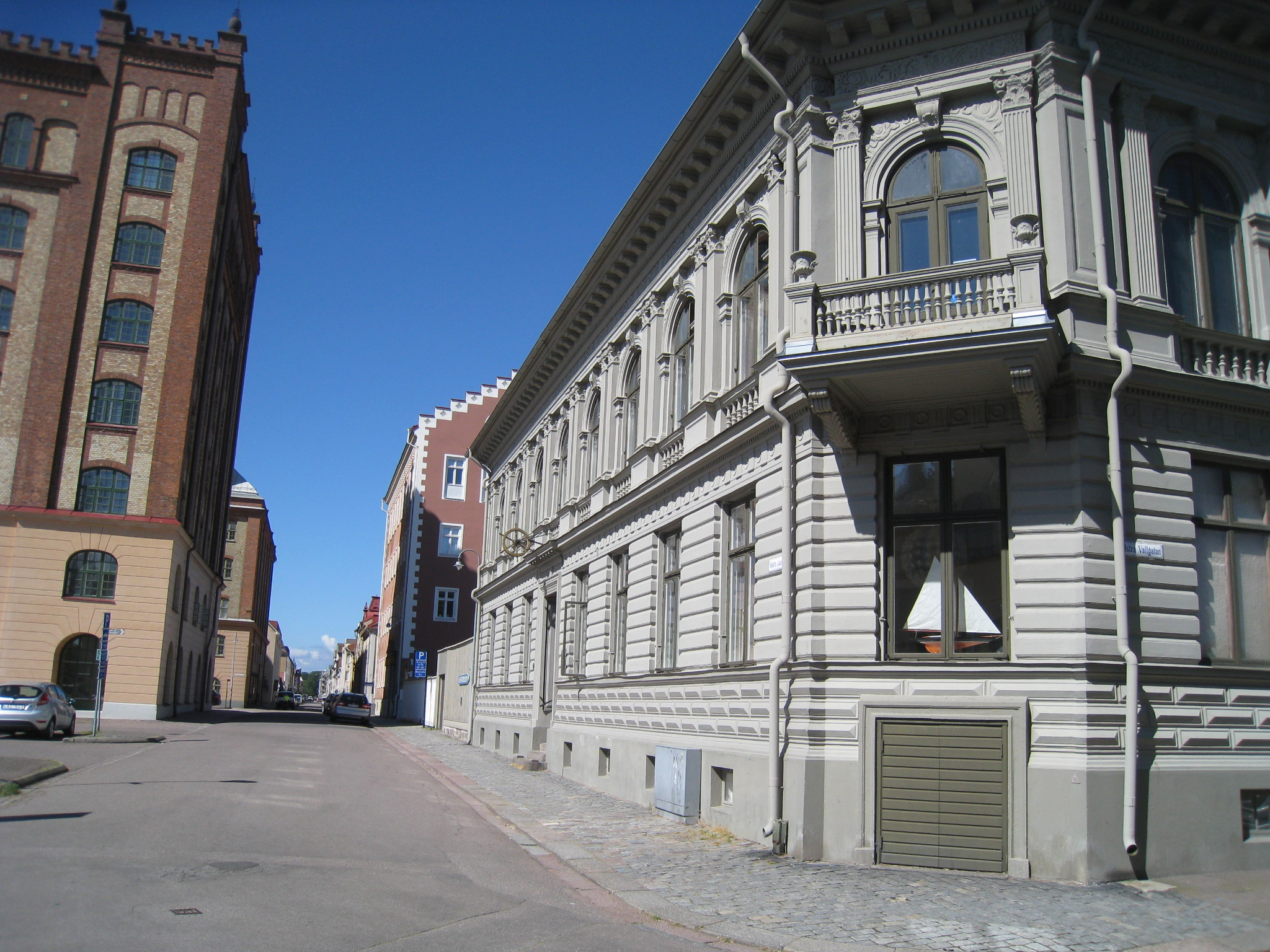
Kalmar sjöfartsmuseum